# Тіллігте
Тіллігте (нід. Tilligte) — село в нідерландській провінції Оверейсел. Входить до муніципалітету Дінкелланд.
Його площа становить 10,12 км², а населення станом на 2021 рік складало 770 осіб.
Перша згадка про населений пункт датується 1295 роком.

## Галерея

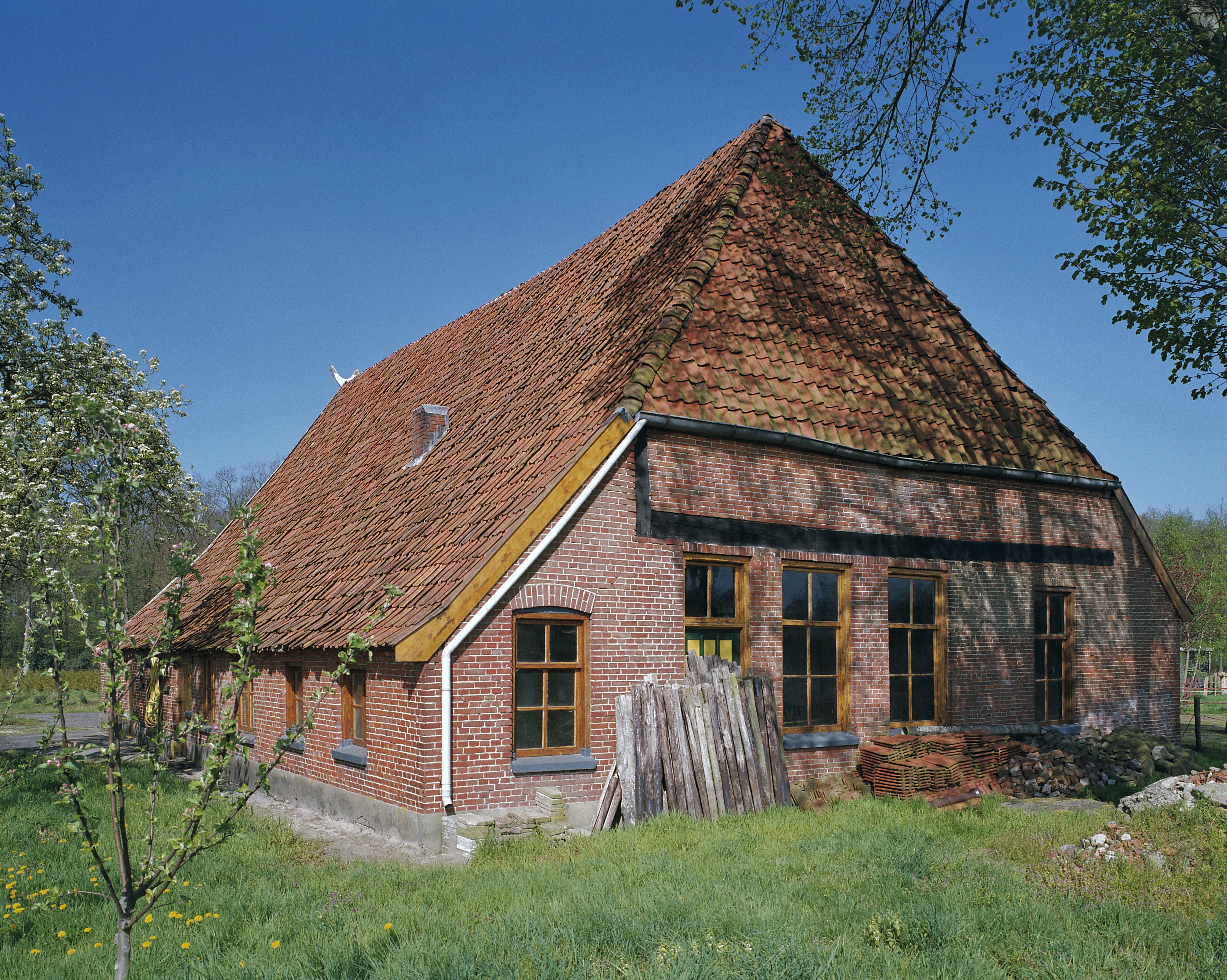
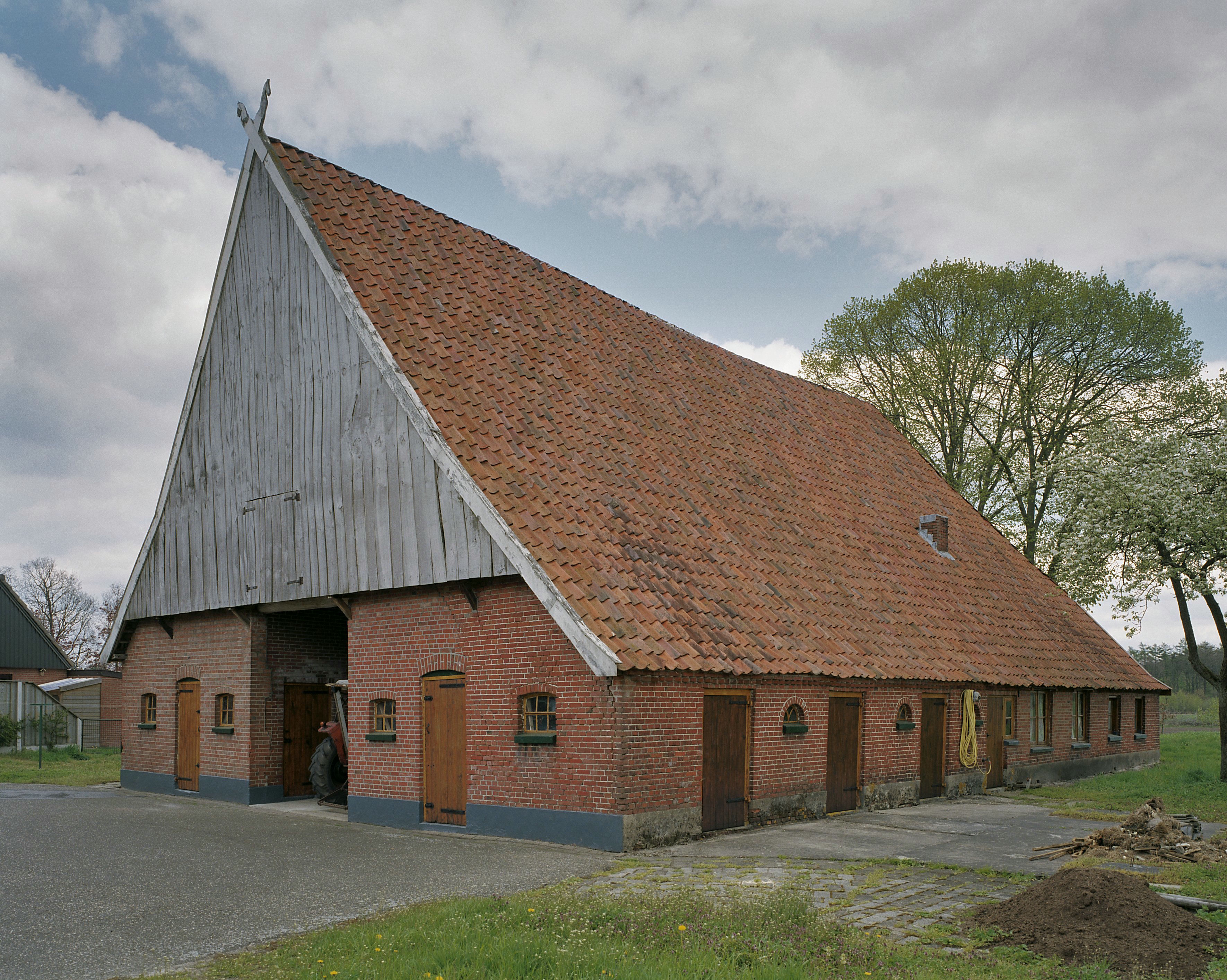
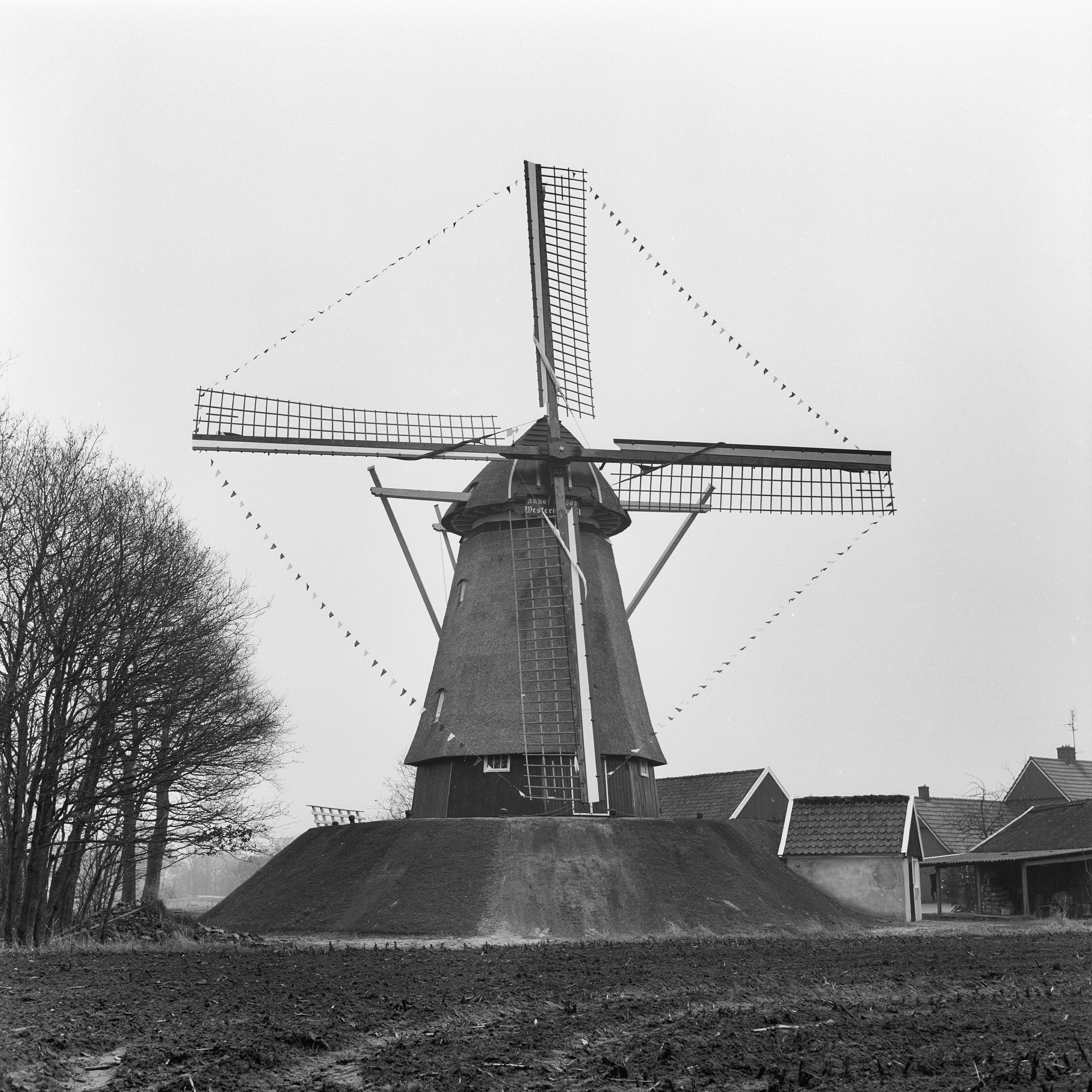
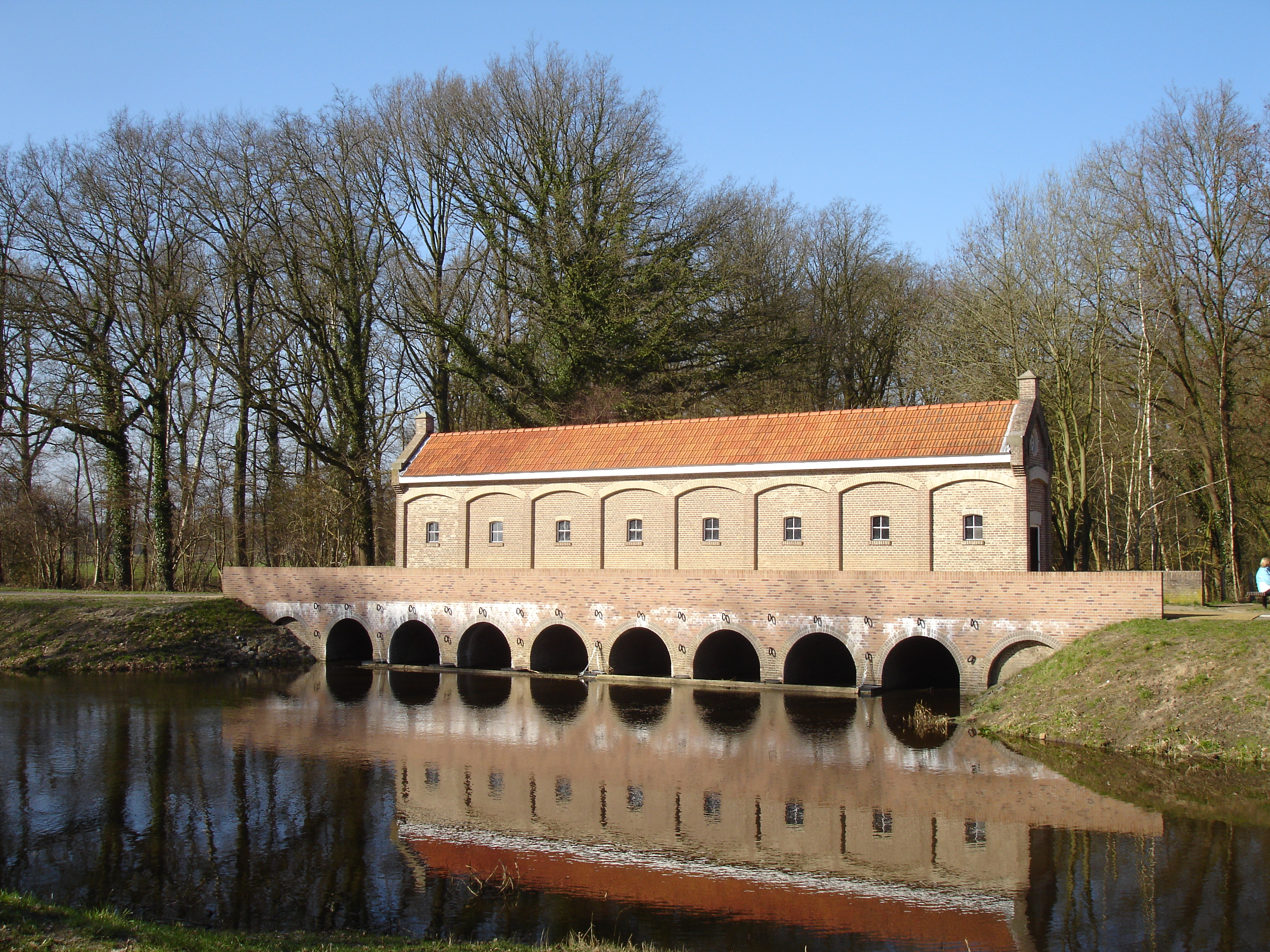